# فینال جام یوفا ۲۰۰۱

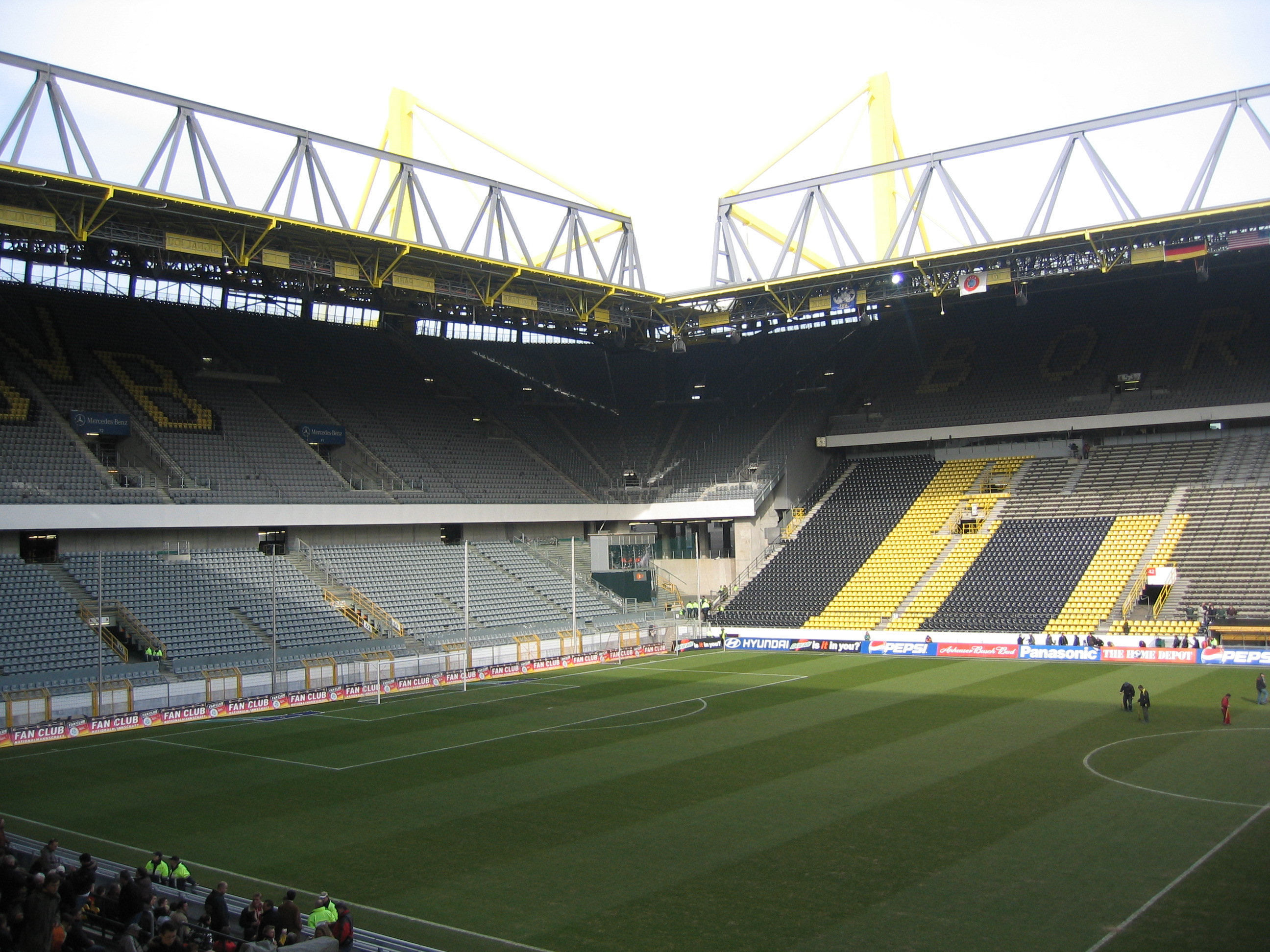
نمایی از ورزشگاه خانگی دورتموند(وست فالن استادیون)

فینال جام یوفا ۲۰۰۱، رقابت پایانی جام یوفا در سال ۲۰۰۱ میلادی است که مابین دو تیم لیورپول و آلاوز برگزار شده‌است.
این مسابقه که در تاریخ ۱۶ مه ۲۰۰۱ انجام شده‌است با نتیجه ۵ بر ۴ به سود لیورپول به پایان رسید.